# تحويل المورث

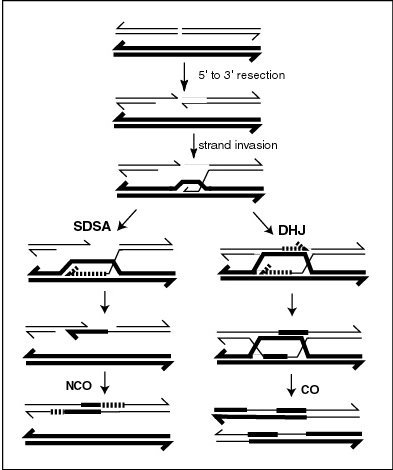
A current model of meiotic recombination, initiated by a double-strand break or gap, followed by pairing with a homologous chromosome and strand invasion to initiate the recombinational repair process. Repair of the gap can lead to crossover (CO) or non-crossover (NCO) of the flanking regions. CO recombination is thought to occur by the Double Holliday Junction (DHJ) model, illustrated on the right, above. NCO recombinants are thought to occur primarily by the Synthesis Dependent Strand Annealing (SDSA) model, illustrated on the left, above. Most recombination events appear to be the SDSA type.

تحويل المورث (الاسم العلمي Gene conversion)، عملية غالباً ماترتبط بالتوليف، ويتم خلالها تضاعف بديل (أليل) على حساب بديل (أليل) آخر مما يؤدي إلى نسب انعزال عير مِنْدلية.

## اقرأ أيضا
- ساتل الحمض النووي